# Liechtensteinisch-tschechische Beziehungen

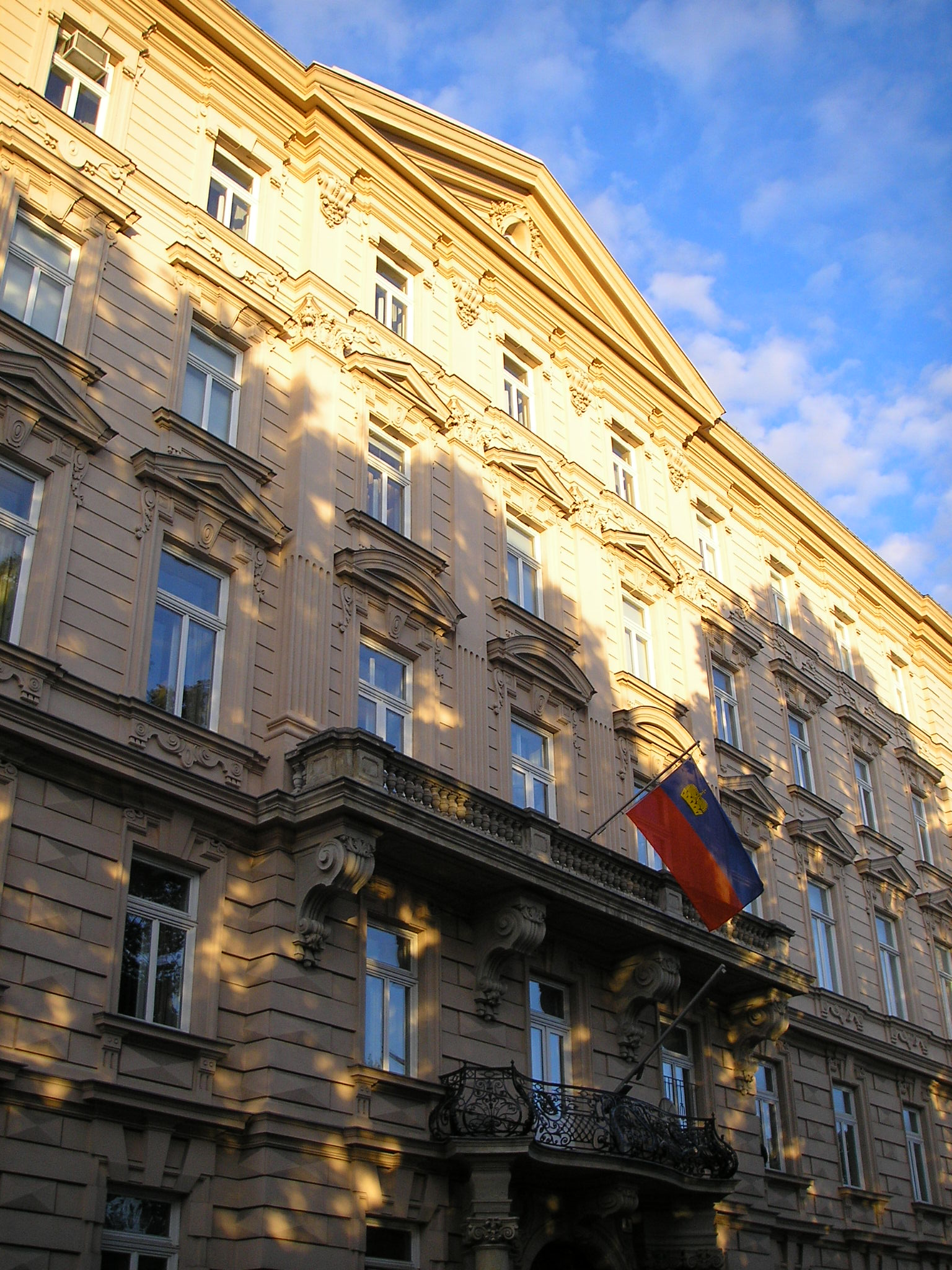
Die Liechtensteinische Botschaft in Wien – eine diplomatische Vertretung Liechtensteins für Tschechien.

Dieser Artikel beschreibt die diplomatischen Beziehungen zwischen dem Fürstentum Liechtenstein und der Tschechischen Republik. Der Abschnitt «Historie» geht auch auf die Beziehungen Liechtensteins mit der Tschechoslowakei ein.
Die Beschlagnahme des Vermögens liechtensteinischer Bürger im Jahre 1945 ist eines der heiklen Themen der modernen Geschichte der Tschechoslowakei und der Tschechischen Republik. Dabei handelt es sich insbesondere um die Einziehung des Vermögens des Haus Liechtenstein. Neben acht Mitgliedern der herrschenden Dynastie verloren auch 30 weitere Bürger des Fürstentums Liechtenstein ihren Besitz. Dieses historische Ereignis wurde von der gemeinsamen Tschechisch-Liechtensteinischen Historikerkommission eingehend untersucht, die von den Regierungen beider Länder nach der Wiederaufnahme der diplomatischen Beziehungen am 18. September 2009 eingesetzt wurde.
Die liechtensteinische Regierung gab die Ansprüche ihrer Bürger nicht auf, ebenso wenig gab der regierende Fürst Hans Adam II. die Ansprüche seiner Familie auf. Es handelt sich nicht um ein nationales, sondern um ein internationales Problem, zu dem das Völkerrecht gehört. Die Beneš-Dekrete sollten nach Ansicht von Fürst Hans Adam II. nicht für das Eigentum liechtensteinischer Bürger verwendet werden.

## Historie

### 1918: Anfang der Bodenreform in der Tschechoslowakei
Im Oktober 1918 wurde eine Bodenreform in der Tschechoslowakei durchgeführt. Das Haus Liechtenstein verlor Besitzungen durch Verstaatlichung und Zwangsveräußerung in Böhmen, Mähren und Schlesien. Dabei missachtete die Tschechoslowakei die liechtensteinische Souveränität. Die damaligen Bemühungen durch die Regierung Liechtensteins und dem Haus Liechtenstein, die liechtensteinische Souveränität anzuerkennen, schlugen fehl.

### 1918 bis 1939: Beziehungen innerhalb der Zwischenkriegszeit
In der Zwischenkriegszeit bestritt die Tschechoslowakei die Eigenstaatlichkeit und Souveränität des Fürstentum Liechtensteins. Ab 1929 fand eine Volkszählung in der Tschechoslowakei statt. Beschlagnahmung fand bei deutscher oder ungarischer Nationalität statt. Im Jahr 1935 wurde die Bodenreform in der Tschechoslowakei für abgeschlossen erklärt. Drei Jahre später erkannte die Tschechoslowakei Liechtenstein nun als Staat an. Gleichzeitig wurden diplomatische Beziehungen über die Schweiz aufgenommen.

### Einstellung der diplomatischen Beziehungen zwischen der Tschechoslowakei und Liechtenstein
Das Münchner Abkommen im Jahr 1938, die Zerschlagung der Ersten Tschechoslowakische Republik sowie der Zweite Weltkrieg führten zu einer faktischen Einstellung der diplomatischen Beziehungen. Nach dem Ende des Zweiten Weltkrieges weigerte sich die Tschechoslowakei, mit Liechtenstein die diplomatischen Beziehungen wieder aufzunehmen – dies sah Liechtenstein als «mangelnde Respektierung der liechtensteinischen Souveränität» an.

### Liechtensteins Rolle im Zweiten Weltkrieg
Das Fürstentum Liechtenstein hatte 1868 seine Armee abgeschafft und war seitdem in allen Konflikten ein neutrales Land. Auch während des Zweiten Weltkriegs blieb Liechtenstein streng neutral. Da das Fürstentum nach dem Ersten Weltkrieg eine Zoll- und Währungsunion mit der Schweiz schloss, deren Grenz- und Zollwache die Grenzen bewachte und bis heute bewacht, hielt es sich auch an die Vorschriften seines ebenfalls neutralen Nachbarn.
Vom 2. bis 3. März 1939 unternahm Fürst Franz Josef II. einen Höflichkeitsbesuch in Berlin, wo er mit den Ministern der Reichsregierung sowie mit Adolf Hitler zusammentraf. Kurz nach diesem Besuch versuchte die Volksdeutsche Bewegung in Liechtenstein am 24. März 1939 einen Staatsstreich, der jedoch scheiterte. Die überwiegende Mehrheit der Bevölkerung unterstützte den Fürsten und sprach sich für die Neutralität und Unabhängigkeit ihres Landes aus.
Eine weitere Annexion des Fürstentums drohte im August 1943 im Zusammenhang mit dem letztlich nicht realisierten Plan, Papst Pius XII. aus dem Vatikan zu entführen und ihn in Vaduz unter der Kontrolle des Dritten Reiches anzusiedeln. Der Fürst, seine Regierung und sein Parlament verteidigten die Unabhängigkeit Liechtensteins, aber Vaduz stand bei den Nationalsozialisten ständig im Verdacht, Spionage gegen Deutschland zu betreiben. Beziehungen zu den Alliierten unterhielt das Fürstentum über die Schweiz.
Wie die Arbeit eines internationalen Teams von sechs Historikern gezeigt hat, missbrauchte die liechtensteinische Fürstenfamilie während des Zweiten Weltkriegs auf ihren landwirtschaftlichen Grundstücken in Österreich die Arbeit der versklavten Menschen des Konzentrationslagers Strasshof und kaufte Eigentum, das Juden sowohl im ehemaligen Österreich als auch in der ehemaligen Tschechoslowakei gestohlen worden war. Liechtenstein tauschte jedoch nicht mit Gold oder anderen von Juden geraubten Wertsachen.
Zudem kam die Historikerkommission zum Schluss, dass die Schweiz tausende jüdische Flüchtlinge zurückschickte und Schweizer Unternehmen Handel mit NS-Deutschland betrieben. Liechtenstein nahm insgesamt 400 Flüchtlinge aus dem von Nationalsozialisten kontrollierten Österreich auf, schickte jedoch 165 Flüchtlinge zurück.

### Die Beneš‐Dekrete
Nach dem Zweiten Weltkrieg wurden die Vermögenswerte von insgesamt 39 liechtensteinischen Staatsbürgern unter Nationalverwaltung gestellt und beschlagnahmt. Dies geschah auf Basis der Beneš‐Dekrete Nr. 5 und Nr. 12. Unter den betroffenen Staatsbürgern war auch der Landesfürst, Fürst Franz Josef II., betroffen. Begründet wurde dies mit der fälschlichen Behauptung der tschechoslowakischen Behörden, dass sich der Fürst und seine Familie bei einer Volkszählung 1930 zur deutschen Nationalität bekannt hätten.
Noch vor seiner Befreiung wirkte Prinz Karl Alfred (1910–1985) im Schweizer Generalkonsulat in Prag als Bevollmächtigter des Fürsten. Während das neutrale Liechtenstein mit der Fortsetzung der diplomatischen Beziehungen zur Tschechoslowakei unmittelbar nach deren Befreiung rechnete, gab es bereits Anfang 1945 Anzeichen dafür, dass die Tschechoslowakei ihre Wiederaufnahme nicht wünscht. Denn die Exilregierung unter dem Druck der Kommunisten plante bereits zu dieser Zeit die Beschlagnahme des Eigentums deutscher Staatsangehöriger, darunter auch Liechtensteiner.
Im Februar 1945 nahm die Tschechoslowakei die diplomatischen Beziehungen mit der Schweiz wieder auf, die im März 1939 die Besetzung der Schweiz anerkannte, jedoch nicht mit Liechtenstein. Als die Beschlagnahme des Vermögens der Liechtensteiner in der Tschechoslowakei drohte, warnte der Schweizer Generalkonsul in Prag, Albert Huber, am 19. Juni 1945 das tschechoslowakische Auswärtige Amt, dass es sich um eine Intervention gegen das Oberhaupt eines unabhängigen Staates handeln würde.
Das Vermögen des Fürsten Franz Josef II. und anderer Familienmitglieder wurde auf Grund von Dekreten des Präsidenten der Republik konfisziert. Durch den Erlass des Bezirksnationalkomitees in Olomouc vom 30. Juli 1945 wurde Franz Josef II. von «Lichtenstein» gemäß dem Dekret des Präsidenten als Person «deutscher Staatsangehörigkeit» deklariert. Gegen das Dekret konnte der Beauftragte gemäss den Weisungen Anspruch auf eine «Ausnahme» von der Einziehung beim Bezirksnationalkomitee in Olomouc stellen, und zwar innerhalb von 15 Tagen ab dem Tag der Ausgabe des Dekrets.
Fürst Franz Josef II. reichte über seinen Generalbevollmächtigten, seinen jüngeren Bruder Karl Alfred, Beschwerde gegen das Dekret ein. Er protestierte, dass er als Deutscher bezeichnet worden sei, mit der Wirkung der Beschlagnahme von landwirtschaftlichem Vermögen, und dass das Dekret weder ihm noch seinen Bevollmächtigten in der Tschechoslowakei zugestellt worden sei und daher seiner Ansicht nach rechtlich unwirksam sei. Er machte ferner geltend, dass das Dekret keine Hinweise zum Rechtsbehelf enthalte.
Der Fürst von Liechtenstein wandte auch ein, er sei völlig willkürlich als «Person deutscher Nationalität» bezeichnet worden, und er habe sich bei keiner Volkszählung in der entscheidenden Zeit nach 1929 als Angehöriger deutscher Nationalität bezeichnet und sei auch nie Mitglied einer politischen Partei oder einer politischen Gruppierung deutscher Nationalität gewesen. Die meisten Familienmitglieder der Liechtensteiner verliessen zum Zeitpunkt der Volkszählung die Tschechoslowakei, da sie als Staatsangehörige nicht angeben konnten, dass sie Liechtensteiner waren. Der Fürst befand sich also in dieser Zeit nachweislich ausserhalb des Territoriums der Tschechischen Republik.
Auf die Einführung der nationalen Verwaltung und die Gefahr einer späteren Konfiskation reagierte der Fürst durch seinen Rechtsanwalt Emil Sobička in Prag. Professor František Weyr (Mitautor der tschechoslowakischen Verfassung) verfasste dann in den Jahren 1945 und 1947 ein Rechtsgutachten für ihn, die die Beschlagnahme wegen Verstosses gegen das zeitliche Recht vollständig ablehnte. Die Hauptargumente Liechtensteins gegen die Einziehung lassen sich wie folgt zusammenfassen:
- Das Vermögen des herrschenden Fürsten ist Eigentum des Staatsoberhauptes eines von der Tschechoslowakei anerkannten ausländischen Staates.
- Mitglieder des liechtensteinischen Adelsgeschlechts haben sich nie wissentlich und freiwillig zur deutschen Staatsangehörigkeit beworben. Obwohl sie die deutsche Sprache sprechen, sind sie liechtensteinische Staatsangehörige.
- Liechtenstein war im Krieg neutral, daher konnten seine Bürger nicht aktiv am Kampf für die Erhaltung der Unversehrtheit und Befreiung der Tschechoslowakischen Republik teilnehmen.
- Die Einziehung widerspricht sowohl dem nationalen Recht der Tschechoslowakei als auch dem Völkerrecht.

An der Spitze der Verwaltung der liechtensteinischen Güter stand auch während des Protektorat Böhmens František Svoboda, dessen Amtssitz in Olomouc war. Die überwiegende Mehrheit der fürstlichen Mitarbeiter bestand aus Tschechen (191 von 215), in der Zentraldirektion arbeiteten 12 Tschechen und 11 Deutsche. Prinz Karl Alfred intervenierte mehrmals zugunsten der tschechischen Mitarbeiter beim Protektorat und deutschen Behörden, einschließlich der Gestapo. Die liechtensteinische Regierung ignorierte bewusst bestimmte Besatzungsbestimmungen und zahlte z. B. Löhne für Angestellte, die wegen antinazistischer Aktivitäten verurteilt wurden, und finanzielle Unterstützung für ihre Familien. Dennoch behaupteten kommunistisch kontrollierte Institutionen der Nachkriegszeit fälschlicherweise (wie es damals üblich war), die fürstliche Verwaltung sei «voll von Nazis».
Die sich verschlechternde Situation veranlasste den Generaldirektor František Svoboda im Juni 1945 zu einem Besuch des Sektionsleiters des Landwirtschaftsministeriums, Jiří Kátky (der sich während des Krieges in Moskau aufhielt). Er sagte Swoboda, dass die Regierung bereit sei, einen nationalen Verwalter zu ernennen, der die «Anarchie in der Zentrale in Olomouc beenden werde», wo noch immer die Deutschen arbeiteten. Swobads Einspruch lehnte er ab, wissentlich um die Rechtslage, dass Liechtenstein ein neutraler, souveräner Staat ist.
Zur heutigen Zeit ist es möglich, den Zählbogen der Volkszählung 1930 im Prager Nationalarchiv einzusehen. Dabei zeigt sich, dass der Zählbogen einen deutlichen Fehler hat: nicht der Haushaltsvorstand unterzeichnete den Zählbogen, sondern ein unbekannter Beamter der liechtensteinischen Verwaltung. Diese Gegebenheit macht den Zählbogen ohne Abgabe und Unterschrift des Haushaltsvorstandes nichtig. Die Nichtigkeit des Zählbogens wurden von den tschechoslowakischen Behörden nicht beachtet, diese nahmen den Bogen als Basis für die Behandlung liechtensteinischer Staatsbürger als Deutsche, womit diese unter die Beneš‐Dekrete fielen und die Vermögenswerte der Staatsbürger im Jahr 1945 beschlagnahmt wurden.
Aus vielen erhaltenen historischen Dokumenten der tschechoslowakischen Behörden geht hervor, dass sie sich des rechtswidrigen Vorgehens wohl bewusst waren und das Aussen- und Finanzministerium mit einer Entschädigung der liechtensteinischen Bürger rechnete. Dies wurde jedoch vom kommunistisch kontrollierten Innen- und Landwirtschaftsministerium kategorisch abgelehnt. Als der kommunistische Landwirtschaftsminister Julius Duriš im Sommer 1947 erfuhr, dass das Oberste Verwaltungsgericht im Begriff war, alle Beschlagnahmungen von liechtensteinischem Eigentum als illegal aufzuheben, setzte er eine Verschiebung der öffentlichen Verhandlung des Gerichts auf «unbestimmte Zeit» durch.
Nach internen Rechtsanalysen, Interventionen des schweizerischen Gesandten und der Stellungnahme des Justizministeriums und der Referenten des Obersten Verwaltungsgerichts kamen die tschechoslowakischen Behörden im Februar 1948 zu dem Schluss, dass die liechtensteinischen Bürger doch finanziell entschädigt werden müssten. Der kommunistische Umsturz verhinderte dies. 1951 lehnte das Oberste Verwaltungsgericht in der neuen Zusammensetzung des kommunistischen Regimes durch loyale Richter in öffentlicher Sitzung die Berufung von Fürst Franz Josef II. gegen die Beschlagnahme seines Vermögens ab. Gleiches gilt für die Berufung anderer liechtensteinischer Bürger.
Es ist bemerkenswert, dass die Bürger des neutralen Liechtensteins ungleich behandelt wurden, wie die unterschiedliche Praxis der tschechoslowakischen Behörden bei Bürgern der Schweiz, der USA und anderer deutschsprachiger Staaten zeigt. Bei den Bürgern dieser Länder wurde ihre deutsche Staatsangehörigkeit ignoriert. Nach dem Rundschreiben des Innenministeriums vom 25. August 1945 wurden die Behörden darauf hingewiesen, dass z. B. bei Schweizer Bürgern nur zwischen einer Nationalität unterschieden wird, und dass die Muttersprache nach den örtlichen Gesetzen keine Bedeutung hat (obwohl in der Schweiz zwischen vier Sprachen, darunter auch Deutsch, unterschieden wird). Es ist paradox, dass die Bürger Österreichs später eine Entschädigung für konfisziertes Eigentum erhielten, obwohl sie deutsche Staatsbürger waren und österreichische Männer in den Streitkräften des Dritten Reiches kämpften (es sei denn, sie hatten sich gegen die Tschechoslowakei schuldig gemacht).
Die Beschlagnahme des Vermögens der Liechtensteiner in der Tschechischen Republik bedeutete für sie einen sofortigen Verlust von 80 bis 90 % ihres Vermögens, was sich sowohl auf den Familienhaushalt als auch auf die Finanzierung des liechtensteinischen Staatshaushalts auswirkte. Auch das Vermögen der Familie in Österreich wurde schwer beschädigt und lag zudem bis 1955 in der sowjetischen Besatzungszone. Fürst Franz Josef II. war in den 60er-Jahren gezwungen, einen Teil der Grundstücke in Österreich und einige wertvolle Kunstwerke zu verkaufen. Liechtenstein fand sich erst Ende der 1960er Jahre dank wirtschaftlicher Reformen, die die Entwicklung von Industrie und Dienstleistungen förderten, aus den ernsten finanziellen Schwierigkeiten. Nach 1970 gelang es, auch das durch Kriegsereignisse und der sowjetischen Besatzungsverwaltung beschädigte Familienvermögen in Österreich in Ordnung zu bringen.
Unter den Beschlagnahmten wurde das größte Vermögen vom Bankier Johann Alexander Baron von Königswarter (1890–1950?) konfisziert, der jüdischer Abstammung war. Nach den antisemitischen Anschlägen in Deutschland nahm er 1930 die liechtensteinische Staatsbürgerschaft an. Auf dem Gebiet der Tschechischen Republik besass er ein Schloss und den Großgrundbesitz Šebetov nördlich von Brünn (4000 Hektar). Die Staatsbürgerschaft des neutralen Liechtensteins rettete ihm während der Besetzung des Protektorats zunächst Leben und Eigentum (die Gestapo verhörte ihn mehrmals, er musste das Schloss verlassen). Aufgrund der liechtensteinischen Staatsbürgerschaft wurde er jedoch 1945 als Deutscher bezeichnet und sein gesamtes Vermögen wurde beschlagnahmt (das Schloss Šebetov wurde sowohl von der deutschen als auch von der Roten Armee geplündert) und der Baron wurde als «Deutscher» nach Österreich deportiert, wo er unter ärmlichen Bedingungen starb.

### Liste der Liechtensteiner, deren Eigentum 1945 in der Tschechoslowakei beschlagnahmt wurde
Die Liste setzt sich mit folgenden Personen zusammen:
1. Baronin Hedwig von Berg und Wurmbrand-Stuppach (Grundstücke im Schahach und Drienau, 2900 ha)
2. Dr. Albert Bloch (Bankvermögen)
3. Ida Brändle (Anteil am Hotel «Goldener Löwe» in Karlsbad)
4. Marie de Charmant (20 % Aktien in der Zuckerfabrik Šuran)
5. Pierre de Charmant (Aktien, siehe Nr. 4)
6. Baronin Antonia von Falz-Fein (Schmuck, Bankeinlage in Nové Město nad Váhom)
7. Maria von Frankl (50 % Beteiligung am väterlichen Schloss und Land in Veľké Šarovce)
8. Gertrud Hartmann (50 % Beteiligung am Familienunternehmen Josef Hilpert Glasperlenfabrik in Nové Vsi nad Nisou)
9. Dorothea von Janotta (Schloss und Gut Štemplovec, Bankguthaben, Staatsanleihen, Silber)
10. Baron Johann Alexander von Königswarter (Schloss und Gut Šebetov, 4000 ha Land, Bankvermögen, Schmuck)
11. Prinz Alois von Liechtenstein (Schloss und Gut Velké Losiny, 5800 ha Grundstück, Wertpapiere, Anteile an neun Unternehmen)
12. Fürst Franz Josef II. von Liechtenstein (ca. 69.000 ha Grundstücke, Schlösser Lednice, Valtice u. a., Wertpapiere, Bankeinlagen, Kunstwerke, 10 Firmen und Anteile an 26 Firmen)
13. Prinz Friedrich von Liechtenstein (Wertpapiere)
14. Prinzessin Irma von Liechtenstein (Wertpapiere)
15. Prinz Emanuel von Liechtenstein (zusammen mit seinem Bruder Johann Schloss und Gut Nové Zámky (Zahrádky), 2000 ha Land)
16. Prinz Johann von Liechtenstein (siehe Nr. 15)
17. Prinzessin Ludmila von Liechtenstein (Grundstücke in Mělník-Pšovec, Hoštejno, Čížové, insgesamt ca. 5300 ha Grundstücke)
18. Prinzessin Olga von Liechtenstein (Grundstücke und Gebäude in Vamberg, Wertpapiere, Bankvermögen)
19. Franziska Näscher (Immobilien in Opava)
20. Dr. Hans Nissl (zusammen mit Renate Nissl, Miethaus in České Budějovice, Wertpapiere)
21. Renate Nissl (siehe Nr. 20)
22. Alfred Nitsche (zusammen mit Melanie Nitsche und Günter Nitsche, Immobilien in Karlsbad, Bauernhof in Horní Slavkov, Rasiermesserfabrik)
23. Melanie Nitsche (siehe Nr. 22)
24. Günter Nitsche (siehe Nr. 22)
25. Harriet Nottebohm (Wertpapiere, zusammen mit Hermann Nottebohm)
26. Hermann Nottebohm (siehe Nr. 25)
27. Baronin Marie von Reitzes-Marienwert (Beteiligung an der Zuckerfabrik Nitra)
28. Adolf Risch (Holz- und Kohlegeschäft in Piešt'any)
29. Gertrud Schädler (Wertpapiere)
30. Stefanie Marianne Schädler (Wertpapiere)
31. Albin Seemann (Immobilien in Bratislava, Kautionsbuch)
32. Peter Seemann (siehe Nr. 32)
33. Minka Strauss (Eigentumsanteil am Gut Štrkovec, Šoporňa, 828 ha Grundstück)
34. Olga Tomala (Anleihe, Aktien)
35. Anton Wanger (Wertpapiere, Auto Škoda)
36. Antonie Weiss (Bankvermögen in Jablonec nad Nisou)
37. Graf Ferdinand Wilczek (Aktienbeteiligungen an Bergbauunternehmen in Ostrava)
38. Gräfin Mignon Wurmbrand-Stumpach (siehe Nr. 1)

### Seit 2009: Aufnahme der diplomatischen Beziehungen
Erst 2009 wurden die diplomatischen Beziehungen nach circa 60-jährigem Stocken wiederaufgenommen. Dabei wurde eine unabhängige und paritätisch besetzte Historikerkommission eingesetzt. Diese hatte die Beauftragung, die gemeinsame Geschichte sowie offene vermögensrechtliche Fragen aufzuarbeiten.
Im Januar 2014 wurde den Aussenministerien von Liechtenstein und Tschechien ein umfassender Bericht vorgelegt. Dabei hielt die Kommission fest, dass es in einigen Fragen unterschiedliche Positionen gibt, welche durch gute Partnerschaft auf politischer Ebene zu lösen wären. Die Regierung von Liechtenstein sowie das Fürstenhaus Liechtenstein betonten, dass eine Verhandlungslösung zu den offenen vermögensrechtlichen Fragen der zielführendste Weg sei. Die tschechische Regierung lehnte Verhandlungen jedoch ab.

## Fall Říčany
2013 erkannten tschechische Behörden die Fürst von Liechtenstein Stiftung (FvLS) als Erbin des Fürsten Franz Josef II. an. Die Stiftung wurde als Eigentümerin eines Forstgutes (600 Hektar gross, grob ungefähr so gross wie Gibraltar) des Fürsten bei Říčany ins Grundbuch eingetragen. Die Stiftung zahlte in der Folge die Grundsteuern, konnte die Verwaltung des Forstgutes jedoch nicht übernehmen.
Im Jahr 2014 klagte die Tschechische Republik gegen die Fürst von Liechtenstein Stiftung (FvLS). Der tschechische Staat verlangte die zivilgerichtliche
Feststellung des Eigentums des tschechischen Staates. In ihrem Antrag an das Bezirksgericht berief sich die Behörde für Eigentumsangelegenheiten, die den tschechischen Staat vertrat, auf das Beneš‐Dekret Nr. 12. Hierbei argumentierte die Behörde mit der Behauptung, der Fürst Franz Josef II. hatte sich im Jahr 1930 zu einer Volkszählung als deutsch bekannt – dies konnte zu dieser Zeit als falsch erwiesen werden (→ Die Beneš‐Dekrete) durch die Einsicht ins Prager Nationalarchiv. Die Gegenbeweise, dass der damalige Hausvorstand den Zählbogen nie unterschrieb sowie die tschechische meldebehördliche Bestätigung der liechtensteinischen Nationalität des damaligen Fürsten und der Angehörigen des Fürstenhauses, liessen tschechische Gerichte nicht zu. Die Gerichte stützten sich auf eine Deklaration eines tschechischen Bezirksgremiums vom Jahr 1945. In der Deklaration stand, dass der Fürst sich damals als Deutschen im Sinne der genannten Dekrete bezeichnete. Es sei angemerkt, dass das Gremium keine Behörde war, zudem stand es dem Gremium nicht zu, die nationale Zugehörigkeit eines fremden Staatsoberhauptes zu bestimmen. Die tschechischen Gerichte nahmen das Ergebnis des Gremiums jedoch als Stütze und urteilten gegen die Stiftung.
Am 20. Februar 2020 lehnte das tschechische Verfassungsgericht die Verfassungsbeschwerde der Stiftung ab.

### Ähnliche Fälle
Neben dem Fall Říčany existieren 34 weitere Fälle, die vor tschechischen Gerichten ausgehandelt werden. Einer dieser Fälle hat Ähnlichkeiten mit dem Fall Říčany. Hier wurde ebenso die Fürst von Liechtenstein Stiftung (FvLS) im Jahr 2013 als Erbin des Fürst Franz Josef II. anerkannt sowie als Eigentümerin ins Grundbuch vermerkt. 2014 wurde ein Rechtsinstitut eingeführt, das die 33 anderen Fälle in eine ausserordentliche Ersitzung einleitete. Im tschechischen Zivilrecht ist die Tschechische Republik gemäß des Rechtsinstitutes Besitzerin umliegender Landschaften (auch die des Fürstenhauses und anderer liechtensteinischer Staatsbürger). Dies ist durch blossen Zeitablauf rechtmäßig, ein Eigentumstitel muss nicht nachgewiesen werden.
Die Entscheidung des tschechischen Verfassungsgerichtes im Fall Říčany hat spürbare Auswirkungen auf die 34 anderen Fälle. Die Lage der liechtensteinischen Beschwerdeführer beschreibt die liechtensteinische Regierung folgendermaßen:

„Sie  sehen  sich  gezwungen, rechtlich gegen den Eigentumsentzug bzw. die ausserordentliche Ersitzung durch den tschechischen Staat vorzugehen. Gleichzeitig haben sie keine Aussicht auf eine erfolgreiche Prozessführung, da die tschechischen Gerichte dem Entscheid des Verfassungsgerichts im Fall Říčany folgen werden, in welchem Schlüsselargumente und Beweise der FvLS, u.a. zur liechtensteinischen Staatsangehörigkeit, nicht berücksichtigt wurden.“

## Verhandlungsbereitschaft zwischen Tschechien und Liechtenstein
Zwischen Liechtenstein und Tschechien entwickelte sich eine umfassende Zusammenarbeit in den Bereichen Kultur, Bildung, Justiz und Wirtschaft seit der Wiederaufnahme der diplomatischen Beziehungen. Im Jahr 2011 wurde eine nicht‐residierende Botschaft Liechtensteins in der Tschechischen Republik eröffnet, deren Sitz Wien ist. Tschechien coakkreditierte seine Botschaft in der Schweiz, zudem wurde ein Honorarkonsulat Tschechiens in Vaduz errichtet.
Im Jahr 1990, also kurz nach dem Ende der kommunistischen Herrschaft in der Tschechoslowakei, hielt der Außenminister der Tschechoslowakei in einem Schreiben fest, über «alle offene Fragen» mit Liechtenstein Verhandlungen führen zu wollen. Liechtenstein stellte dabei die Forderung, dass die Tschechoslowakei Liechtenstein anerkennt und Verhandlungen aufgenommen werden. Im Gegenzug musste Liechtenstein die Tschechoslowakei unterstützen, in Prag ein KSZE‐Sekretariat zu errichten. Die Tschechoslowakei und die Tschechische Republik nahmen ihren Teil der Abmachung jedoch nie ein – so kam es bis heute zu keinen solchen Verhandlungen.
Im Jahr Dezember 2019, also im 300. Jubiläumsjahr des Fürstentums, schrieb der damalige Regierungschef Adrian Hasler an die tschechische Regierung mit dem Vorschlag, die in den vielen Verfahren aufgeworfenen Fragen auf internationaler Ebene zu klären. Auch die Fürst von Liechtenstein Stiftung (FvLS) gab Vorschläge zur besseren Zusammenarbeit in Tschechien mit dem Ziel, eine Verhandlungslösung zu den offenen Fragen zu erleichtern.
Die Bemühungen des Alt-Regierungschefs Adrian Hasler sowie der Stiftung blieben erfolglos. Die Regierung Liechtensteins reagierte folgendermaßen:

„Während Tschechien mit der Schweiz und
später auch mit Österreich schon früh vertragliche Lösungen fand, behandelt die
Tschechische Republik Liechtenstein und seine Anliegen als souveräner Staat offensichtlich nicht wie andere Staaten.“

## Staatenbeschwerde Liechtensteins an den Europäischen Gerichtshof für Menschenrechte
Nach dem Misserfolg im Fall Říčany und der fehlenden Verhandlungsbereitschaft Tschechiens ist eine Klage an einem internationalen Gericht die einzige Option, die Liechtenstein offensteht. Liechtenstein möchte dies mithilfe einer Staatenbeschwerde am Europäischen Gerichtshof für Menschenrechte tun.
Da eine Staatenbeschwerde relativ selten erhoben wird, bekommt diese große Aufmerksamkeit. Mit der Staatenbeschwerde möchte das Fürstentum ein deutliches Signal an Tschechien setzen: Liechtenstein erhebt nicht nur den Vorwurf, dass Tschechien die liechtensteinische Souveränität missachte, sondern auch, dass liechtensteinische Bürger als unkorrekt Deutsch eingestuft werden und die Immunität des Fürsten als Oberhaupt eines souveränen Staates von tschechischer Seite missachtet werde. Zudem wurde das Recht auf Eigentum von Liechtensteinern verletzt. Bei einem Urteil für Liechtenstein müsste Tschechien verpflichtend entschädigen. Zudem muss eine Gesamtlösung für beide Staaten getroffen werden.
Am 15. Juli 2020 befürwortete die liechtensteinische Regierung grundsätzlich die Erhebung einer Staatenbeschwerde gegen Tschechien, zudem wurde das Ministerium für Äusseres, Justiz und Kultur mit der Ausarbeitung der Staatenbeschwerde beauftragt. Am 19. August 2020 wurde die Staatsbeschwerde eingereicht. Damit stellt der Europäische Gerichtshof für Menschenrechte der tschechischen Regierung die Staatenbeschwerde zu. Tschechien kann mit einer Klagebeantwortung antworten, worauf Liechtenstein mit einer Replik reagieren kann. Der Gerichtshof kann Liechtenstein und Tschechien zu weiteren Stellungnahmen auffordern.

„Bei  den  offenen  Fragen  mit  Tschechien  und  im  Fall  Říčany  geht  es  um  deutlich
mehr als um unrechtmässig entzogenes Grundeigentum: es geht um die Souveränität  Liechtensteins.  Kleine wie grosse Staaten haben in demselben Masse Anspruch auf Achtung ihrer Souveränität. (...) Die Regierung ist überzeugt, dass die eingereichte Staatenbeschwerde sehr gute
Aussichten auf Erfolg hat und diese den Weg zu einer Gesamtlösung ebnen kann.“

### Mögliche Implikationen und Reaktionen, die Liechtenstein befürchtet
Liechtenstein schätzt Tschechien so ein, dass Tschechien «nicht allzu überrascht» von der Staatenbeschwerde sei. Laut der liechtensteinischen Regierung hat eine Umfrage gezeigt, dass die Mehrheit der tschechischen Bevölkerung durchaus Sympathien für eine einvernehmliche Lösung mit Liechtenstein hat. Wirtschaftliche Implikationen werden von Liechtenstein als gering betrachtet, mit der Beachtung, dass liechtensteinische Unternehmen wie Hilti, Oerlikon Balzers oder Hoval Beschäftigte in Tschechien haben. Liechtenstein geht auch davon aus, dass es ein überschaubares mediales Interesse im deutschsprachigen Raum geben wird und Staaten wie Deutschland, Österreich oder der Schweiz sich neutral zur Staatenbeschwerde verhalten werden.